# Metastevia hintonii
Metastevia es un género botánico monotípico perteneciente a la familia de las asteráceas. Su única especie: Metastevia hintonii es endémica  de México.

## Descripción
Es una planta herbácea perenne de hojas opuestas, las basales muy pequeñas, con lámina ovalada de bordes serrados. La inflorescencia es una panícula laxa de capítulos con involucro estrechamente campanulado anchado basalmente. Sus 4-6 brácteas se organizan en 1-2 filas y son más o menos iguales, algo peludas y de forma oblonga. Rodean un receptáculo algo convexo y alveolado. Los flósculos, de corola blanca y en número de 4-6, tienen el tubo estrecho y la garganta estrechamente campanulada, algo pubescente interiormente y con los lóbulos 2,5 veces más largos que anchos y que miden unos 2,5mm, más o menos lo mismo que el tubo con su garganta. Ocasionalmente pueden presentar alguna zigomorfía, con los lóbulos exteriores más largos. Dicha corola presenta una superficie interior papillosa y la exterior glabra, algo papillosa en el ápice de los lóbulos. El estilo es de base anchada, bífido  de brazos largos y densamente papillosos. Las cipselas son más o menos glabras, de forma obcónica, penta-costilladas, con carpopodio anular corto y carecen de vilano.  

## Taxonomía
Metastevia hintonii fue descrita por  Jerold L.Grashoff  y publicado en Brittonia 27(1): 69–73, f. 1. 1975.
Sinonimia
- Stevia alatipes B.L.Rob.[1]